# Windows XP Professional x64 Edition
Microsoft Windows XP Professional x64 Edition (2005) è  un sistema operativo prodotto dalla Microsoft, distribuito il 25 aprile 2005 come una versione a 64 bit del preesistente sistema operativo Windows XP per i personal computer x86.
Windows XP Professional x64 Edition e basato sul sistema operativo Windows Server 2003 SP1 (build 5.2.3790.1830), dato che quella era l'ultima versione di Microsoft Windows durante lo sviluppo del sistema operativo, ma prende il nome da Windows XP.
Il beneficio principale del passaggio all'architettura a 64 bit è l'incremento della quantità massima di RAM utilizzabile. I processi di Windows XP 32-bit sono limitati ad usare non più di 4 GB di RAM, equamente divisi tra il kernel e l'applicazione, e il sistema operativo stesso non può utilizzare più di 4 GB di memoria RAM ma solo 3 GB. Windows XP x64 può supportare molta più memoria; sebbene il limite teorico della memoria sia di 18 miliardi di GB, Windows XP x64 è limitato a 32 GB per la memoria fisica di sistema e a 16 Terabyte per la memoria virtuale.
In pratica, la maggior parte delle schede madri compatibili con i processori a 64 bit all'epoca non supportano  neanche la metà dei 128 GB, e spesso erano ancora limitate a 8 GB.
Windows XP x64 Edition e  in grado di funzionare sui processori AMD64 di AMD e EM64T di Intel e non va confuso con il sistema operativo Windows XP 64 bit Edition, che era invece dedicato ai processori IA-64/Intel Itanium, sebbene Microsoft chiami comunemente entrambi “Windows a 64 bit”, a causa della loro somiglianza strutturale.

## Compatibilità con le applicazioni a 32-bit
Windows XP x64 Edition usava una tecnologia chiamata WOW64, che permetteva l'esecuzione delle applicazioni a 32 bit. Questa tecnologia fu implementata dapprima in Windows XP 64-bit Edition, ma fu poi riutilizzata anche per Windows Server 2003 e per l'edizione x64 di Windows XP.
Siccome le architetture AMD64 di AMD e EM64T di Intel includono il supporto per le istruzioni a 32-bit, WOW64 cambia semplicemente i processi alla modalità a 32 bit o a 64 bit a seconda dei casi. Invece, sull'architettura IA-64/Intel Itanium WOW64 deve tradurre le istruzioni a 32-bit nel loro equivalente a 64-bit, affinché il processore possa eseguirle.
Ne consegue che il calo prestazionale dei microprocessori AMD64 e EM64T, quando usano applicazioni di Windows a 32 bit, è pressoché trascurabile, mentre è pesante per IA64.
Sebbene le applicazioni a 32-bit possano partire facilmente ed in modo trasparente, la commistione di due tipi di codici nello stesso processo non è permesso.
Le applicazioni a 64 bit non possono sfruttare le librerie (DLL) a 32 bit, e analogamente le applicazioni a 32 bit non possono sfruttare le librerie a 64 bit.
Questo costringe gli sviluppatori di librerie a fornire sia una versione a 32 bit che una versione a 64 bit dei loro prodotti.
Windows XP x64 Edition includeva entrambe le versioni (32 e 64 bit) di Internet Explorer.
I vecchi driver e servizi a 32 bit non sono supportati da Windows a 64 bit, ma i codec audio e video, come XviD o OggDS, che sono a tutti gli effetti DLL a 32 bit, sono supportati finché i player multimediali che li usano, come Media Player Classic, rimarranno anch'essi nella versione a 32 bit.

## Compatibilità con le applicazioni a 16 bit
Al contrario delle precedenti versioni della linea Windows NT, la versione di Windows a 64 bit non include il supporto alla VDM (Virtual DOS Machine).
Pertanto, il sistema operativo non fornisce più supporto per l'esecuzione di applicazioni per i sistemi operativi MS-DOS, POSIX, OS/2 1.x, Windows 3.x.
Tuttavia, ci sono degli emulatori software di terze parti, come DOSBox o VMware Workstation, che possono essere usati per eseguire tali applicazioni.

## Le applicazioni per Windows x64 Edition
Alcuni produttori software (sia di videogiochi che di normale software) hanno visto calare le prestazioni delle loro applicazioni se fatte girare con l'ausilio dell'emulatore a 32 bit fornito con Windows XP a 64 bit (WOW64), quindi hanno deciso di distribuire delle patch per ovviare a questo problema.
A causa di alcuni possibili problemi di compatibilità, oltre al supporto terminato per Windows XP, Microsoft consiglia l'aggiornamento ad un sistema operativo più recente.

## Curiosità
- I programmi generati in codice macchina a 64 bit (come Maxon Cinebench a 64 bit) vedono un incremento prestazionale compreso tra il 5% e il 15%.[3]

- Durante la fase iniziale di sviluppo (2003-2004), Windows XP x64 fu chiamato "Windows XP 64-bit Edition for x86 Extended system" e poi, "Windows XP 64-bit Edition for Extended systems", in contrapposizione di “64 bit Edition per i sistemi Itanium”.

### Driver
- ATI Display 64-bit Driver, su hwupgrade.it. URL consultato il 9 marzo 2006 (archiviato dall'url originale il 23 febbraio 2006).
- nVidia Display 64-bit Driver, su hwupgrade.it. URL consultato il 9 marzo 2006 (archiviato dall'url originale il 23 febbraio 2006).
- (EN)  AMD64 Device Driver Support for Windows and Linux, che elenca le aziende ed i prodotti che producono i driver per i sistemi operativi a 64 bit.